# Воинское кладбище № 58 (Пшислуп)

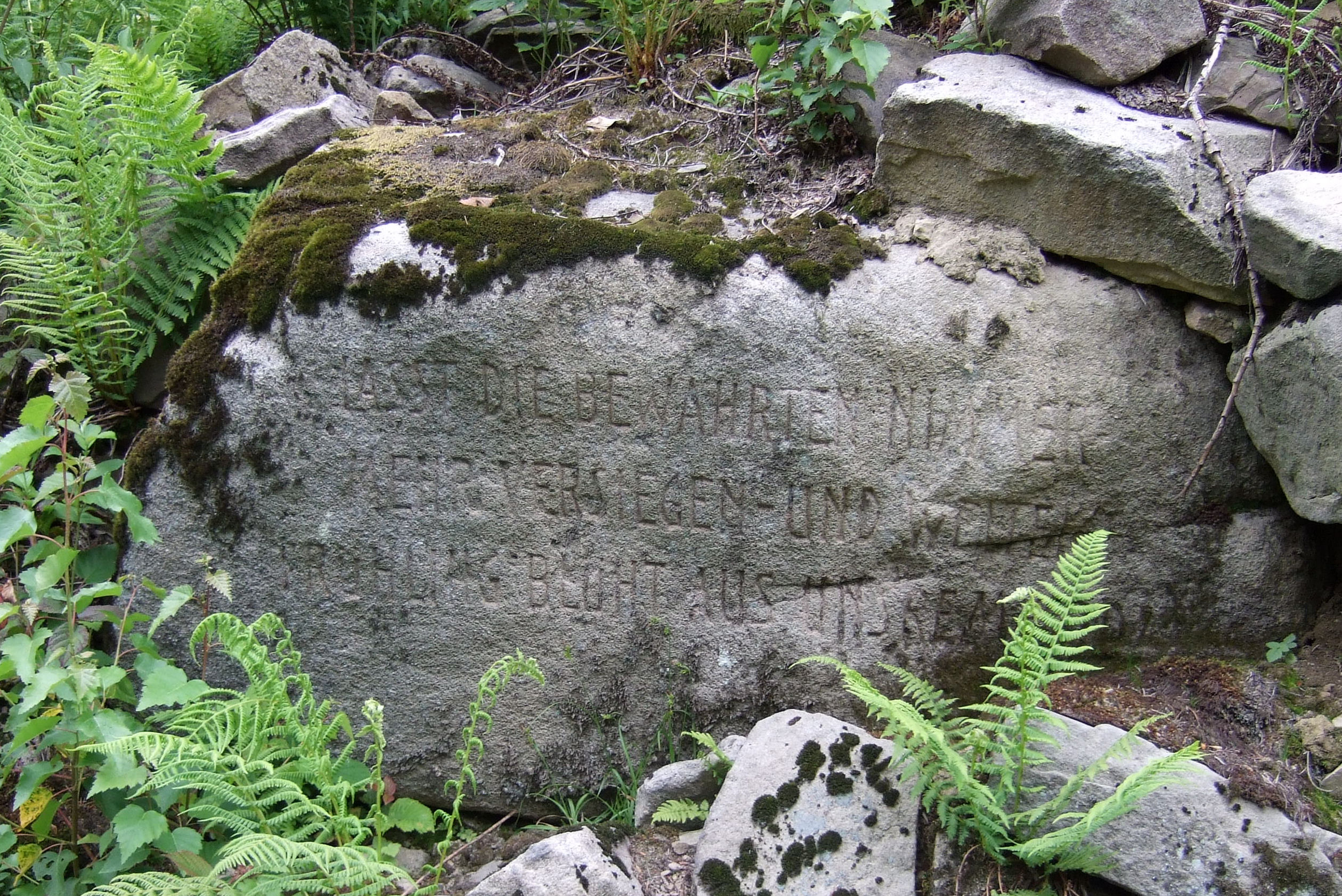
Памятная табличка с надписью

Воинское кладбище № 58 — Пшислуп (пол. Cmentarz wojenny nr 58 - Przysłup) — воинское кладбище, расположенное на Маластувской горе примерно в двух километрах от села Пшислуп, Малопольское воеводство. Кладбище входит в группу Западногалицийских воинских захоронений времён Первой мировой войны. На кладбище похоронены военнослужащие Австро-Венгерской и Российской армий, погибшие во время Первой мировой войны в январе-мае 1915 года.

## История
Кладбище было основано в 1915 году по проекту словацкого архитектора Душана Юрковича. На кладбище площадью 740 квадратных метра находится 10 братских и 28 индивидуальных могил, в которых похоронены 60 (по другим данным — 64) австро-венгерских и 76 (по другим данным 72) русских солдат из 193-го Свияжского пехотного полка.

## Описание
Заброшенное и поросшее ежевикой кладбище располагается примерно в 100 метрах от вершины Маластувской горы поблизости от туристических маршрутов. Кладбище имеет прямоугольную форму и окружено каменной стеной высотой около одного метра. До нашего времени сохранились руины каменной пирамиды. Первоначально на этой пирамиде располагался деревянный крест. На кладбище сохранились оригинальные деревянные кресты
В основании пирамиды нанесена памятная надпись на немецком языке:
 Nimmer BEWAHRTEN lässt DIE
 MEHR VERSIEGEN-UND WETTER
 FRUHUNG blüht UNDSE AUS …

## Источник
- Oktawian Duda: Cmentarze I wojny światowej w Galicji Zachodniej. Warszawa: Ośrodek Ochrony Zabytkowego Krajobrazu, 1995. ISBN 83-85548-33-5.